# Лука (епископ Ростовский)

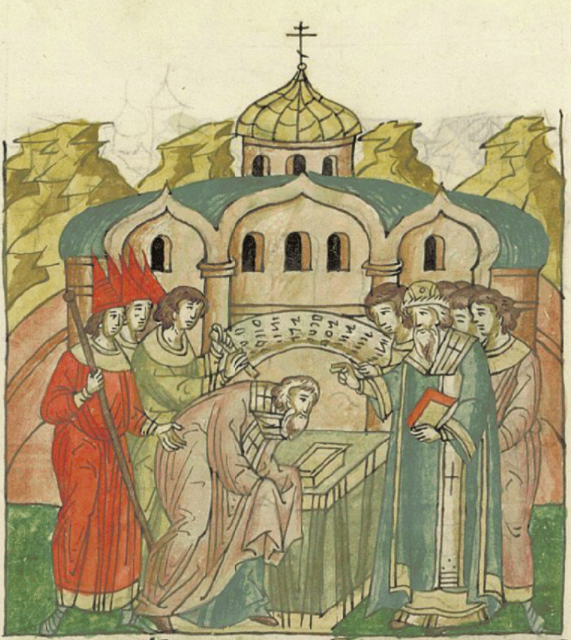
Митрополит Никифор II посвящает Луку в епископы ростовские

Лука́ (ум. 1189) — епископ Ростовский. Канонизирован Русской церковью в лике святителей, память совершается 8 (21) октября и 23 мая (5 июня) в Соборе Ростово-Ярославских святых.
Вероятно уроженец южной России. Иночество принял в одном из Киевских монастырей, откуда, неизвестно когда, избран был на игуменство киевского Спасского монастыря, что на Берестове.
В 1185 году, 11 марта хиротонисан в епископа Ростовского. При нём начались стенописные работы в каменном ростовском Успенском соборе.

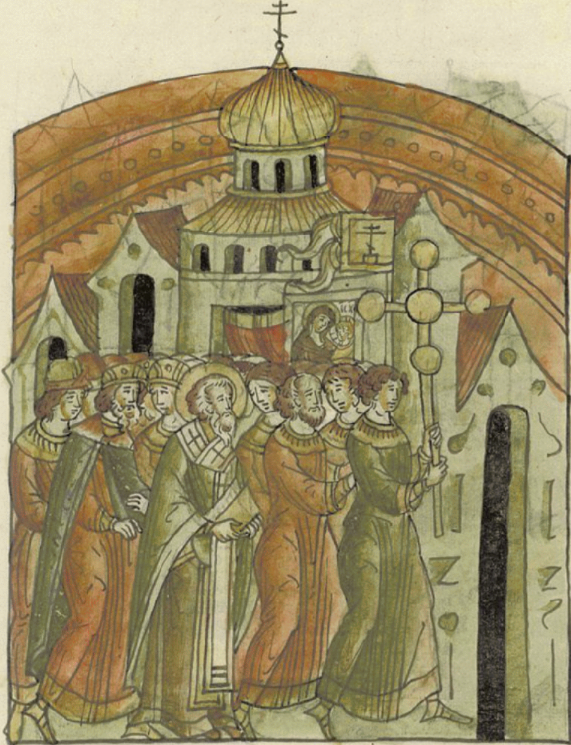
Епископ Ростовский Лука освящает Успенский собор

Вероятно в 1188 году переведён во Владимир-на-Клязьме, оставшись епископом Ростовским. В 1187 году убедил великого князя Всеволода Юрьевича примириться с Рязанским князем. В том же году он расписал владимирский Успенский собор и освятил его в 1189 году. Этот собор погорел в 1185 году и был возобновлён великим князем Всеволодом Юрьевичем.
10 ноября 1189 года епископ Лука преставился и Великий князь Всеволод Юрьевич, «спрятавши тело его с игумены и с чернецы, с клирошаны, с попы, положиша и у св. Богородицы в граде Володимери 11 ноября, на память св. Литы, Виктора и Викентия». При реставрации собора (1888—1889) была открыта наглухо заложенная в очень давние времена крупным старинным кирпичом гробница епископа Луки; плита, которою она была покрыта, устроенная на два ската из целого белого камня, оказалась совершенно твердою.
Летописец так отзывается о святителе Луке: «Бысть же святый сей муж свят, милостив к убогим и вдовидам, ласков же ко всякому богату и убогу, смирен же и кроток речью и делом, утешая печальные, по истине добрый пастырь». По указу царя Ивана Грозного в 1552 году повелено было во владимирском Успенском соборе «по Владимирских по пяти владыках пети в год… панихиду по Луке епископе октября в 8 день».